# Kiton
Kiton é a marca registrada da Ciro Paone SpA, fundada em Nápoles em 1968 com sede em Arzano (Nápoles). Atua no setor de alta costura.

## História
Kiton foi fundada por Ciro Paone em Arzano em 1968 e o nome Kiton é derivado de "quíton", a túnica usada pelos antigos gregos para orar aos deuses de l'Olimpo. A empresa tem cerca de 800 funcionários e cinco fábricas em toda a Itália (2019) e exporta seus produtos para todo o mundo; ao longo do tempo não desistiu ao seu método de manufatura inteiramente artesanal.
Os vestidos Kiton estão entre os mais caros do mundo.

## Produção
A Kiton possui cinco fábricas que produzem: casacos e jaquetas, camisas, gravatas, sapatos e artigos de couro em Arzano, sede da empresa; jaquetas de couro e jaquetas bomber são feitas em Collecchio, as malhas são feitas em Fidenza, jeans em Marcianise e os tecidos são fabricados em Biella.